# Chiesa di Santa Maria la Manna
La chiesa di Santa Maria la Manna è una chiesa monumentale di Agerola, situata nella frazione Santa Maria: è sede parrocchiale.

## Storia e struttura
La chiesa fu edificata intorno al XIII secolo e nel corso della sua storia fu più volte rimaneggiata: nel 1980, a causa del violento terremoto dell'Irpinia, rimase gravemente danneggiata, tanto da indurne la chiusura. Il restauro avvenne solo molti anni dopo, grazie ai fondi della soprintendenza dei beni storici di Napoli e dei fedeli della zona: la chiesa fu quindi riaperta il 14 agosto 1999, anche se in questo lungo arco di tempo di chiusura, numerose opere d'arte custodite al suo interno, furono trafugate.
La chiesa si apre su un ampio piazzale in terra battuta; la facciata è divisa in due ordini: quello inferiore è caratterizzata da tre archi a tutto sesto, di cui quello centrale viene utilizzato come ingresso, quello a destra è murato e quello a sinistra ospita un'edicola con la raffigurazione della Madonna con il bambino tra le braccia, mentre la parte superiore presenta tre finestre in corrispondenza degli archi sottostanti ed un piccolo rosone: la facciata termina a timpano, sulla cui sommità è posta una croce in ferro. L'interno è a croce latina, divisa in tre navate: sul fondo della navata centrale, in una nicchia, è posta la statua in marmo della Madonna della Manna, realizzata nel XIII secolo da Nicola di Monteforte, che secondo la tradizione trasudò gocce di un liquido di colore celeste; altra opera d'interesse, anche se di scarso valore artistico, è posta sul fondo della navata destra: si tratta di una tavola del XVI secolo, raffigurante la Madonna con Gesù deposto dalla croce, con san Giovanni e sant'Agostino. Lungo il pavimento sono incastonate lapidi sepolcrali del XVI e XVII secolo. Il campanile, che si eleva dal corpo della chiesa, è in quattro ordini sovrapposti: i primi due a pianta quadrata, il terzo a pianta poligonale ed il quarto a pianta circolare terminante con cupola sferica con maioliche in verde e giallo.